# NGC 1534
NGC 1534 é uma galáxia espiral (S0-a) localizada na direcção da constelação de Reticulum. Possui uma declinação de -62° 47' 50" e uma ascensão recta de 4 horas, 08 minutos e 46,2 segundos.
A galáxia NGC 1534 foi descoberta em 26 de Dezembro de 1834 por John Herschel.